# لایوش ورکنر
لایوش ورکنر (انگلیسی: Lajos Werkner; ۲۳ اکتبر ۱۸۸۳ – ۱۲ نوامبر ۱۹۴۳) شمشیرباز اهل مجارستان بود.
وی در مسابقات کشوری و بین‌المللی در مجموع برندهٔ ۲ مدال طلا شده‌است.